# Megabunus
Genre
Megabunus est un genre d'opilions eupnois de la famille des Phalangiidae.

## Distribution
Les espèces de ce genre se rencontrent en Europe.

## Liste des espèces
Selon World Catalogue of Opiliones (04/05/2021) :
- Megabunus armatus (Kulczyński, 1887)
- Megabunus bergomas Chemini, 1985
- Megabunus diadema (Fabricius, 1779)
- Megabunus hadzii (Kratochvíl, 1935)
- Megabunus lesserti Schenkel, 1927
- Megabunus pifkoi Murányi, 2008
- Megabunus rhinoceros (Canestrini, 1872)
- Megabunus vignai Martens, 1978

## Publication originale
- Meade, 1855 : « Monograph on the British Species of Phalangiidae or Harvestmen. » Annals and Magazine of Natural History, sér. 2, vol. 15, no 90, p. 393–416 (texte intégral).